# San Diego los Sauces
San Diego los Sauces är en ort i Mexiko.   Den ligger i kommunen Cuautlancingo och delstaten Puebla, i den sydöstra delen av landet, 100 km öster om huvudstaden Mexico City. San Diego los Sauces ligger 2 159 meter över havet och antalet invånare är 595.
Terrängen runt San Diego los Sauces är en högslätt. Runt San Diego los Sauces är det mycket tätbefolkat, med 1 573 invånare per kvadratkilometer. Närmaste större samhälle är Puebla de Zaragoza, 10,6 km öster om San Diego los Sauces. Omgivningarna runt San Diego los Sauces är en mosaik av jordbruksmark och naturlig växtlighet.